# 노동당 (대한민국)

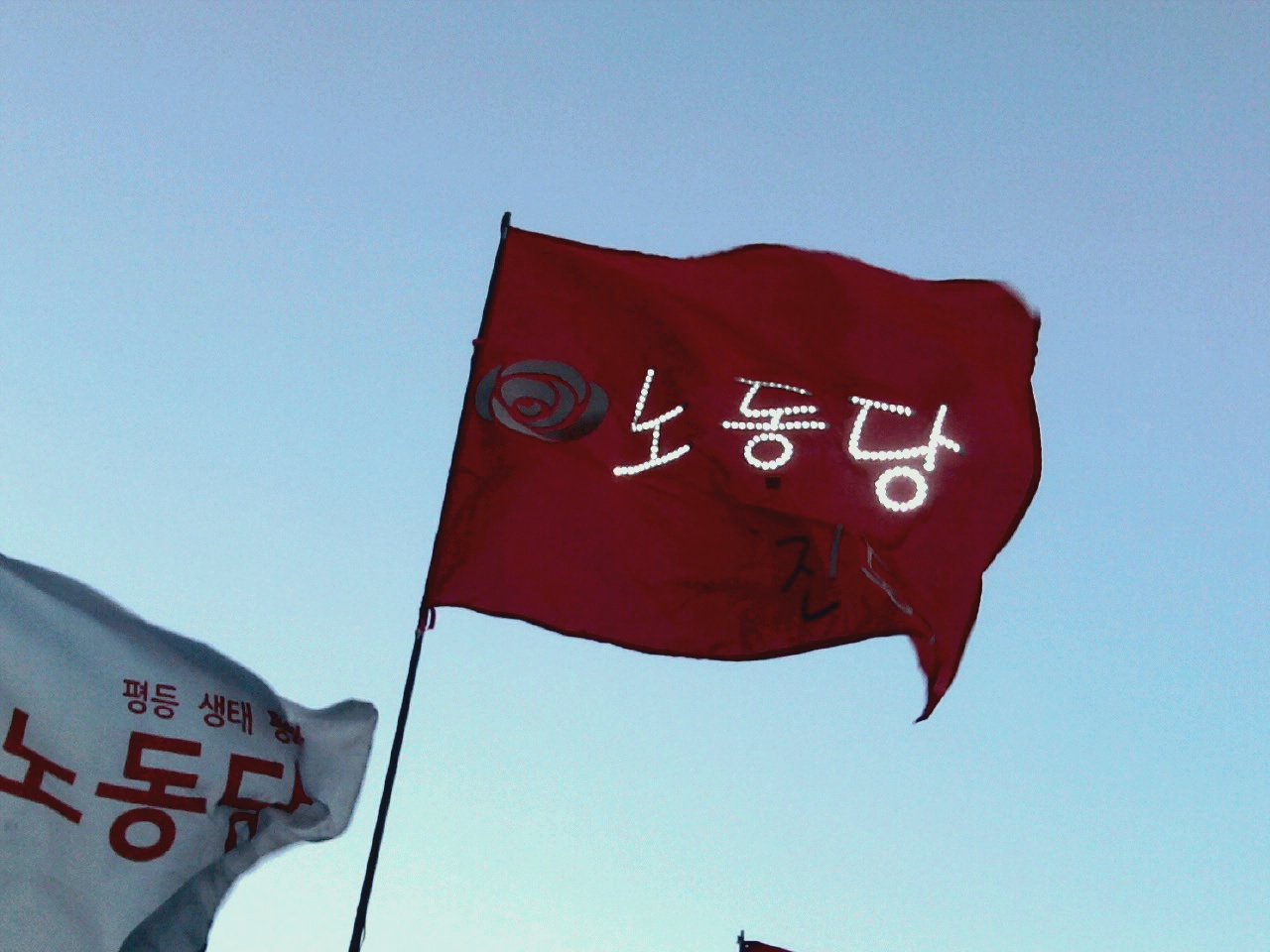
노동당의 LED 깃발.

노동당(勞動黨)은 대한민국의 민주사회주의 정당이다.
옛 당명은 진보신당이다. 2008년 3월 16일 민주노동당 내 PD세력 중심으로 탈당해 진보신당을 창당했다. 2012년 2월 진보신당은 사회당과 통합했으나, 두 달 뒤 이어진 19대 총선에서 정당득표율 1.11%를 기록했고 지역구 중 유일하게 당선을 기대할 수 있었던 거제시에서 3파전 끝에 근소한 차이로 2위로 낙선하면서 등록 취소됐다.
이후 등록 취소된 진보신당 세력은 재창당을 추진해 진보신당 연대회의라는 이름으로 창당준비위원회를 구성하였고 2012년 10월 재창당하였다. 2013년 7월 21일 노동당으로 당명을 바꾸어 새롭게 출범하였다.
2014년에는 지방의회 당선자를 배출하는데 성공했지만, 2015년 지도부가 정의당과의 합당을 추진하다 실패하여 정의당으로 떨어져나갔다. 2016년에도 4년전보다 저조한 득표를 기록하고, 2018년에는 지방 의회에서 모든 의석을 잃었으며, 2019년에도 기본소득당으로 당명개정을 추진한 지도부가 당명 개정이 부결되자 탈당하여 기본소득당으로 떨어져 나갔다. 2020년 총선에서는 비례대표 투표 기준 0.12%의 득표율로 19위의 초라한 성적표를 기록했다. 그러나 2022년 법외 정당인 사회변혁노동자당과 통합하여 다시 세를 불리는데 성공했다.

## 역사

### 당명 변경 이전
2012년 당시 의석을 얻지 못하고 2% 이상 득표하지 못하여 등록 취소된 정당의 당명 재사용을 금하는 조항이 있어서, 당명을 바꾸어 진보신당 연대회의로 2012년 10월 재창당하였다. 그해 말 대통령 선거에서는 후보를 내지 않고, 무소속 김소연 후보를 공식적으로 지지하였다. 청소노동자인 김순자 후보는 진보신당 연대회의를 탈당하고 무소속 출마했다. 선거 후 진보신당 연대회의는 2013년에 강령과 당명 변경을 통해 사실상의 재창당을 진행하기로 하였다.

### 강령

#### 노동당 선언
2013년 6월 23일에 열린 과천 당대회에서는 재창당 이후 새롭게 변신할 당의 새 강령을 마련했다. 새 강령은 전문(前文)에 해당하는 4개 부분과 19개 조항의 '노동당의 길'로 이루어져 있다. 전문의 4개 부분은 당의 존속이유와 그 당위성에 대해 역설하고 있다. 또한 '자본주의 극복'을 당의 궁극 목표로 하며, '사회주의, 여성주의, 생태주의, 평화주의'를 명시하여 당의 이념을 정식화했다. 또한 구 민주노동당 강령과 구 사회당 강령, 그리고 구 진보신당 강령을 부속문서로 채택하여 기존 진보정당에 대한 단절보다는 계승에 중점을 두었다. 그러나 이들을 '1기 진보정당 운동'으로 규정하며 이 시기가 '자유주의 정당에 대한 의존에서 벗어나지 못한 진보정당 주역들의 오류와 한계로 일단락되었음'을 선언하고 있다.
한편 19개조로 이루어진 '노동당의 길'에서는 전문에서 밝힌 '위기의 시대를 넘어설 사회주의 대전환을 위한 노동당의 구체적 활동방향을 규정해 놓았다.

#### 제정 배경
진보신당과 사회당의 통합 이후, 재창당 요구가 지속적으로 제기되었다. 이에 2013년의 정기당대회를 앞두고 '2013당대회준비위원회'를 설치, 정기당대회의 실무를 준비하는 한편으로 당대회준비위원회 1차 회의에서는 산하에 강령위원회, 당헌당규위원회, 장기성장전략위원회를 설치하기로 결의한다. 이에 당대회준비위원 중 장석준을 위원장으로 김현우, 박은지가 강령위원회에 배정되어 이후 강령 초안의 작성과 당대회 상정안을 마련하였다.
당초 강령안을 작성할 당시에는 당명변경을 염두에 두고 'OO당 선언'이라는 이름이 붙었으나, 상정된 과천 당대회에서 당명 결정의 건이 부결됨에 따라 한동안 '진보신당 선언'으로 존재하였다. 그러다 2013년 7월 21일에 열린 관악 임시당대회에서 당명이 '노동당'으로 확정됨에 따라 강령의 명칭 역시 '노동당 선언'으로 이름이 바뀌었다.

### 재창당 이후
2014년에는 지방의회 당선자를 배출하는데 성공했지만, 2015년 지도부가 정의당과의 합당을 추진하다 실패하여 정의당으로 떨어져나갔다. 2016년 총선에서도 낙선하였다. 그해 말에는 박근혜-최순실 게이트가 터지면서 다른 진보정당과 야당들처럼 박근혜 퇴진 운동에 참여했다.

### 박근혜 전 대통령 형사고발
2017년 3월 노동당은 탄핵 인용 이후 청와대에서 나가지 않고 있는 박근혜를 건조물침입(퇴거불응), 업무방해, 군사보호법 위반 등 혐의로 형사고발한다고 밝혔다. 청와대 경호실이 청와대가 '군사상 비밀을 요하는 장소'임을 내세워 특검의 영장 집행을 막은 사실을 언급하면서 박 전 대통령이 민간인 신분으로 '군사상 비밀을 요하는 장소'인 청와대를 무단점거하는 것은 부당하다고 강조했다.

### 기본소득당분당
2019년 1월 26일 용혜인, 신지혜 공동대표로 9기 지도부가 구성되었으나, 기본소득당으로 당명개정을 추진하다 2019년 7월 7일 정기당대회에서 부결되자 사퇴 후 탈당하였다. 이들은 기본소득당을 창당해 떨어져 나갔다.

### 제20대 대통령 선거 및사회변혁노동자당흡수
사회변혁노동자당과 노동당과 사회주의 좌파 성향 시민단체 들이 대한민국 제20대 대통령 선거에서 공동 경선을 치르기로 하고 "한국사회 체제전환을 위한 사회주의 좌파 공동투쟁본부"를 설립했다. 경선에서는 사회변혁노동자당의 이백윤이 단일 후보로 선출되었다. 이후 법외 정당인 사회변혁노동자당은 노동당과 합치기로 하고 구성원들이 노동당에 입당하여 2022년 2월 노동당 통합 전당대회에서 이백윤을 노동당의 후보로 추대하고, 당명은 당분간 노동당을 유지하기로 하였다. 사회변혁노동자당 이종회 대표도 노동당 공동대표가 되었다. 당명은 2022년 6월 이후 새로 변경할 예정이었으나 하지 않았다. 2023년 당대표가 이백윤으로 바뀌었다.

## 주요 선거 기록

### 대통령 선거
| 연도   | 선거  | 후보자 | 득표    | 득표율         | 결과 | 당락 |
| ------ | ----- | ------ | ------- | -------------- | ---- | ---- |
| 2022년 | 20대  | 이백윤 | 9,176표 | \| \| 0.02% \| | 10위 | 낙선 |
|        | 0.02% |        |         |                |      |      |

### 국회의원 선거
|  | 0% |

|  | 0.38% |

|  | 0% |

|  | 0% |

|  | 0.12% |

|  | 0% |

|  | 0% |

|  | 0.09% |

|  | 0% |

### 지방선거
|  | 0% |

|  | 0% |

|  | 0.13% |

|  | 0.21% |

|  | 0% |

|  | 0% |

|  | 0% |

|  | 0% |

|  | 0% |

|  | 0% |

|  | 0% |

|  | 0% |

## 역대 지도부
창당시 당대표는 재창당 이전 진보신당 5기 당대표로 선출된 이용길이었다. 2015년 1월 나경채가 신임 당대표로 선출됐으나, 정의당과의 합당을 추진하다 실패 후 2015년 6월 대표직에서 사퇴하고 탈당했다. 2015년 9월 18일 알바노조의 위원장을 지낸 구교현이 7기 당대표로 당선됐다. 2016년 7월 18일, 총선 실패 책임을 지고 7기 지도부가 총사퇴하고 비상대책위원회가 구성되었다.. 그리고 2016년 10월 15일 대표 이갑용, 부대표 이경자, 임석영으로 8기 지도부가 새로 구성되었다.
2019년 1월 26일 용혜인, 신지혜 공동대표로 9기 지도부가 구성되었으나, 기본소득당으로 당명개정을 추진하다 2019년 7월 7일 정기당대회에서 부결되자 사퇴 후 탈당하였다. 이들은 기본소득당을 창당해 떨어져나갔다.
2019년 8월 15일 현린 비상대책위원장을 중심으로 비상대책위원회가 구성되었다. 2019년 11월 15일 대표 현린, 부대표 나도원, 송미량으로 10기 대표단이 구성되었다.

## 같이 보기
- 사회당
- 대한민국의 역대 정당
- 대한민국의 정당
- 진보신당
- 기본소득당
- 박노자
- 박은지 (정치인)
- 대한민국의 진보주의
- 정의당 (대한민국)